# Giornale patriottico di Corsica
Il Giornale patriottico di Corsica fu un giornale in lingua italiana, portatore di istanze rivoluzionarie ed egualitarie, pubblicato in Corsica da Filippo Buonarroti nell'aprile del 1790 durante la Rivoluzione francese.
Può essere considerato il primo giornale rivoluzionario scritto in lingua italiana. L'unico esemplare esistente del giornale si trova conservato a Milano, presso la Fondazione Giangiacomo Feltrinelli.